# 栓皮槭
栓皮槭（英語：field maple，学名：Acer campestre）是一种被子植物，属于无患子属与荔枝属的無患子科。它是欧洲大部地区、英国岛、土耳其至高加索地区的西南亚遗迹北非阿特拉斯山脉地区的本土植物。它被广泛种植，在欧洲非本土地区、美国、西澳大利亚气候适宜的地区都有它的身影。